# Jason Lytle
Jason Lytle (Modesto, 26 marzo 1969) è un cantautore e produttore discografico statunitense.
Noto in particolare come frontman del gruppo indie rock Grandaddy, da lui cofondato nel 1992, ha esordito da solista nel 2009 con l'album Yours Truly, the Commuter.

## Discografia parziale

### Solista
- 2009 - Yours Truly, the Commuter
- 2009 - Merry X-Mas 2009
- 2010 - Music Meant to Accompany the Art of Ron Cameron
- 2012 - Dept. of Disappearance
- 2014 - House Show

### Grandaddy
- 1997 - Under the Western Freeway
- 2000 - The Sophtware Slump
- 2003 - Sumday
- 2006 - Just Like the Fambly Cat
- 2017 - Last Place

### Altre collaborazioni
- 2003 - Still Lookin' Good to Me con The Band of Blacky Ranchette
- 2010 - I Heart California con Admiral Radley
- 2009 - Divided by Night con The Crystal Method (voce in un brano)
- 2009 - Dark Night of the Soul di Danger Mouse e Sparklehorse (voce in due brani)
- 2009 - Hold Time di M. Ward
- 2016 - Why Are You OK dei Band of Horses (produzione)